# 西哈芬 (犹他州)
西哈芬（英文：West Haven），是美国犹他州韦伯县下属的一座城市。建市于 1854年，面积大约为10.3平方英里（27平方公里），海拔约为4,272英尺（1,302米）。根据2010年美国人口普查，该市有人口10,272人。